# Pablo Brun
Pablo Brun (* 9. März 1982) ist ein argentinischer Radrennfahrer.
Pablo Brun wurde 2004 jeweils Etappendritter beim Clásica del Oeste-Doble Bragado und bei der Vuelta Ciclista del Uruguay. In der Saison 2006 gewann er bei der Vuelta a San Rafael die dritte Etappe und belegte in der Gesamtwertung am Ende den dritten Platz. Außerdem wurde er Etappenzweiter bei der Vuelta de San Juan. 2009 gewann Brun bei der argentinischen Meisterschaft in Mar del Plata das Straßenrennen. Ende November wurde dann bekannt, dass er bei der nationalen Meisterschaft positiv auf Nandrolon getestet wurde. Der Sieg wurde ihm aberkannt und der zweitplatzierte Facundo Bazzi trägt jetzt den Meistertitel. Außerdem wurde er bis zum 3. Mai 2011 gesperrt. In der Saison 2021 gewann er die argentinische Meisterschaft im Straßenrennen.